# Alicia Vikander
Alicia Amanda Vikander (Johannebergs församling, 1988. október 3. –) Oscar-díjas svéd színésznő és táncos. 
A Svéd Királyi Balettiskola elvégzése után színészi karrierje 2008 és 2010 között az Andra Avenyn című svéd televíziós sorozatban indult. Debütáló filmje a Tiszta című 2010-ben készült alkotás, amelynek főszerepéért több díjat is kapott. 2011-ben a Berlini Nemzetközi Filmfesztiválon is elismerték tehetségét, ahol megkapta a Shooting Stars díjat, amellyel Európa tíz legtehetségesebb fiatal színésze közé választották. Vikander 2012-ben került a nemzetközi figyelem előterébe, amikor eljátszotta Kitty szerepét az Anna Karenina című, Joe Wright által rendezett filmben. Az igazi siker 2016-ban érkezett el számára: Golden Globe- és BAFTA-díjakra jelölése után A dán lány című könyvadaptációban nyújtott alakításáért megkapta a legjobb női mellékszereplőnek járó Oscar-díjat.

## Magánélete
Londonban él és elmondása szerint nem szeretne az Amerikai Egyesült Államokba költözni. 2014 óta Michael Fassbenderrel alkotnak egy párt, 2017-ben összeházasodtak, kettő fiúgyermekük született (2021-ben és 2024-ben).

## Filmográfia

### Film
| Év   | Magyar cím              | Eredeti cím                                       | Szerep                        | Magyar hang        | Rendező                    |
| ---- | ----------------------- | ------------------------------------------------- | ----------------------------- | ------------------ | -------------------------- |
| 2010 | Tiszta                  | Till det som är vackert                           | Katarina                      |                    | Lisa Langseth (1.)         |
| 2011 | Koronaékszerek          | The Crown Jewels                                  | Fragancia Fernandez           | Nemes Takách Kata  | Ella Lemhagen              |
| 2012 | Egy veszedelmes viszony | A Royal Affair                                    | Hannoveri Karolina Matilda    | Czető Zsanett      | Nikolaj Arcel              |
| 2012 | Anna Karenina           | Anna Karenina                                     | Kitty                         | Czető Zsanett      | Joe Wright                 |
| 2013 | A WikiLeaks-botrány     | The Fifth Estate                                  | Anke Domscheit-Berg           | Szilágyi Csenge    | Bill Condon                |
| 2013 | Hotel                   | Hotell                                            | Erika                         |                    | Lisa Langseth (2.)         |
| 2014 | Az ifjúság végrendelete | Testament of Youth                                | Vera Brittain                 | Szilágyi Csenge    | James Kent                 |
| 2014 | Fenegyerek              | Son of a Gun                                      | Tasha                         | Kis-Kovács Luca    | Julius Avery               |
| 2014 | Ex Machina              | Ex Machina                                        | Ava                           | Czető Zsanett      | Alex Garland               |
| 2014 | A hetedik fiú           | Seventh Son                                       | Alice Deane                   | Törőcsik Franciska | Szergej Bodrov             |
| 2015 |                         | Ingrid Bergman: In Her Own Words (dokumentumfilm) | Ingrid Bergman                |                    | Stig Björkman              |
| 2015 | Az U.N.C.L.E. embere    | The Man from U.N.C.L.E.                           | Gaby Teller                   | Földes Eszter      | Guy Ritchie                |
| 2015 | A dán lány              | The Danish Girl                                   | Gerda Wegener                 | Balsai Móni        | Tom Hooper                 |
| 2015 | Az ételművész           | Burnt                                             | Anne Marie                    | Tarr Judit         | John S. Wells              |
| 2016 | Jason Bourne            | Jason Bourne                                      | Heather Lee ügynök            | Balsai Móni        | Paul Greengrass            |
| 2016 | Fény az óceán felett    | The Light Between Oceans                          | Isabel Sherbourne             | Törőcsik Franciska | Derek Cianfrance           |
| 2017 |                         | Birds Like Us                                     | Huppu (hangja)                |                    | Faruk Šabanović            |
| 2017 | Amela Ćuhara            | Birds Like Us                                     | Huppu (hangja)                |                    |                            |
| 2017 | Tulipánláz              | Tulip Fever                                       | Sophia Sandvoort              | Balsai Móni        | Justin Chadwick            |
| 2017 |                         | Euphoria                                          | Ines Thompson                 |                    | Lisa Langseth (3.)         |
| 2017 | Merülés a szerelembe    | Submergence                                       | Danny Flinders                | Balsai Móni        | Wim Wenders                |
| 2017 |                         | Muumien taikatalvi                                | Little My / Sorry-oo (hangja) |                    | Ira Carpelan               |
| 2017 | Jakub Wronski           | Muumien taikatalvi                                | Little My / Sorry-oo (hangja) |                    |                            |
| 2017 | Bartosz Wierzbieta      | Muumien taikatalvi                                | Little My / Sorry-oo (hangja) |                    |                            |
| 2018 | Tomb Raider             | Tomb Raider                                       | Lara Croft                    | Balsai Móni        | Roar Uthaug                |
| 2018 |                         | Anthropocene: The Human Epoch (dokumentumfilm)    | narrátor (hangja)             |                    | Jennifer Baichwal          |
| 2018 | Nicholas de Pencier     | Anthropocene: The Human Epoch (dokumentumfilm)    | narrátor (hangja)             |                    |                            |
| 2018 | Edward Burtynsky        | Anthropocene: The Human Epoch (dokumentumfilm)    | narrátor (hangja)             |                    |                            |
| 2019 | A csendmadár            | Earthquake Bird                                   | Lucy Fly                      |                    | Wash Westmoreland          |
| 2020 | Glória, egy nő útja     | The Glorias                                       | Gloria Steinem fiatalon       |                    | Julie Taymor               |
| 2021 |                         | Blue Bayou                                        | Kathy LeBlanc                 |                    | Justin Chon                |
| 2021 | A zöld lovag            | The Green Knight                                  | Essel / Hölgy                 | Balsai Móni        | David Lowery               |
| 2021 | Beckett                 | Beckett                                           | April Hanson                  | Balsai Móni        | Ferdinando Cito Filomarino |
| 2023 |                         | Firebrand                                         | Catherine Parr                |                    | Karim Aïnouz               |
| 2024 |                         | Rumours                                           | Celestine Sproul              |                    | Guy Maddin                 |
| 2024 | Evan Johnson            | Rumours                                           | Celestine Sproul              |                    |                            |
| 2024 | Galen Johnson           | Rumours                                           | Celestine Sproul              |                    |                            |
| 2024 |                         | The Assessment                                    | Virginia                      |                    | Fleur Fortuné              |
| 2025 |                         | Hope                                              |                               |                    |                            |

## Díjak és jelölések
| Év   | A fim címe | kategória                                                                  | Eredmény |
| ---- | ---------- | -------------------------------------------------------------------------- | -------- |
| 2011 | Tiszta     | Guldbagge-díj – a legjobb színésznő                                        | Elnyerte |
| 2015 | Ex Machina | Empire Award – a legjobb színésznő                                         | Jelölve  |
| 2016 | Ex Machina | Golden Globe-díj – a legjobb női mellékszereplő – vígjáték vagy zenés film | Jelölve  |
| 2016 | Ex Machina | BAFTA-díj – a legjobb női mellékszereplő                                   | Jelölve  |
| 2016 | Ex Machina | Szaturnusz-díj – a legjobb női mellékszereplő                              | Jelölve  |
| 2016 | A dán lány | Golden Globe-díj – a legjobb női főszereplő – dráma                        | Jelölve  |
| 2016 | A dán lány | BAFTA-díj – a legjobb női főszereplő                                       | Jelölve  |
| 2016 | A dán lány | Satellit-díj – a legjobb színésznő                                         | Elnyerte |
| 2016 | A dán lány | Oscar-díj – a legjobb női mellékszereplő                                   | Elnyerte |